# Adrien Alary
Pour les articles homonymes, voir Alary.
Adrien Alary est un homme politique français né le 9 novembre 1897 à Ginals (Tarn-et-Garonne) et mort le 8 septembre 1982 à Moissac (Tarn-et-Garonne).

## Biographie
Agent d’assurances. Militant et conseiller municipal radical-socialiste à Castelsarrasin de 1929 à 1941, puis maire nommé par Vichy du 5 mars 1941 à août 1944, destitué en 1945 par la Résistance locale, élu maire de Castelsarrasin en avril 1945 et sans interruption jusqu’en 1977, conseiller général de Castelsarrasin (1945-1973), vice-président du conseil général de Tarn-et-Garonne.

## Participation aux guerres
Élève doué, Adrien Alary interrompit ses études après le baccalauréat pour participer à la Grande Guerre. Blessé grièvement en 1917, il obtint la Croix de guerre avec quatre citations. Après sa démobilisation en septembre 1919, il prit la direction de la Caisse d’Épargne de Castelsarrasin. Cette position enviable le rapprocha en quelques années des notables radicaux qui tenaient la sous-préfecture de Tarn-et-Garonne. D’abord élu conseiller municipal en mai 1929, il fut constamment réélu à ce mandat. À la faveur des élections municipales de mai 1935, Joseph Flamens, la figure emblématique du radicalisme castelsarrasinois, le prit comme deuxième maire-adjoint.
À la veille de la défaite, Alary fut mobilisé et participa activement à la Drôle de guerre. Il en revint blessé et à nouveau avec quatre citations militaires. De retour à Castelsarrasin, la vie semblait reprendre tranquillement son cours. Si la totalité des parlementaires radicaux tarn-et-garonnais votèrent les pleins pouvoirs au maréchal Pétain, et contribuèrent ainsi à mettre fin à la IIIe République, les édiles locaux, à l’instar de Joseph Flamens, n’accordaient qu’une confiance limitée au vainqueur de Verdun. L’appartenance d’un grand nombre de radicaux-socialistes à la franc-maçonnerie, ne pouvaient qu’aggraver leur dissentiment au nouveau régime qui venait de voter l’interdiction des loges maçonniques. L’attachement aux valeurs de la République, à la laïcité, fut plus grand pour Joseph Flamens, qui préféra démissionner de son mandat le 22 février 1941, avec la majorité de son conseil municipal. En effet, l'État français, obligeait la formation de conseils municipaux favorables au nouveau régime, et avait de ce fait réclamé à Flamens son allégeance. Cependant, quatre membres du conseil municipal refusèrent d’abandonner leurs charges municipales. Avide de pouvoir, de reconnaissance ou simple désir de voir perdurer son action d’élu local, Adrien Alary, ainsi que les conseillers municipaux Bru, de Beaufort et Redon ne démissionnèrent pas. Par arrêté préfectoral du 4 mars 1941, Alary fut nommé maire de Castelsarrasin.
Ce jeune quadragénaire qui rêvait de prendre la place de Joseph Flamens, ne manifesta pas beaucoup d’enthousiasme en faveur du maréchalisme. En juin 1942, il s’opposa à la requête de la Légion française des combattants, qui souhaitait voir le buste du maréchal Pétain remplacer, dans la salle du Conseil, le buste de Marianne, et inscrire à la place de la devise républicaine, celle du nouveau régime : « Travail, Famille, Patrie ».

## Participation à la politique communiste
Dès l’année 1943, Alary joua un double jeu. Tout en demeurant le maire nommé par Vichy, il fut en contact avec des organisations de la résistance locale, même si certains de ces détracteurs semblaient y voir un engagement plus pragmatique que sincère. Alary qui n’avait pas en sympathie les soldats allemands qu’il avait combattus courageusement par deux fois, ne pouvait guère se rapprocher de la Résistance radicale menée par Joseph Flamens et Faustin Bésiers. Dans un département où le PCF n’avait jamais pu véritablement s’implanter - même avec la présence de l’usine française des métaux qui employait plus de 1.000 ouvriers -, Alary trouva sans grande difficulté des alliés parmi les communistes locaux. En relation directe avec Marcel Guiche qui était l’un des principaux dirigeant castelsarrasinois du parti communiste clandestin, Alary fournissait « de fausses cartes d’identité faites au commissariat de police et des bons d’alimentation », témoigne le cadre communiste. Attachement à certaines valeurs nationales, ou encore sentiment que l’opinion était de plus en plus hostile à la collaboration, les autorités suspendirent Alary un mois de son mandat de maire, après qu’il a déposé une gerbe au monument aux morts de la ville, pour commémorer le 14 juillet 1943. On peut constater que l’adhésion d’Adrien Alary au régime de Vichy en 1941 avait changé de nature en 1943. Ses sentiments patriotiques affectés par la présence de l’occupant, les compromissions du régime français, le firent basculer comme bon nombre d’anciens combattants de la Grande Guerre, d’une résistance passive, à une résistance active. C’est ainsi qu’il adhéra au Front national, organisation d’obédience communiste qui visait à la Libération de la France. Il devait en devenir plus tard le président local. Cette adhésion et ses prises de positions ne suffirent pas lorsque, le 21 août 1944, les FFI s’installèrent à la caserne Banel, et que Comité local de Libération s’installa à la mairie. Alary préféra alors se cacher, par crainte de représailles de la part de ses anciens amis radicaux. Marcel Guiche témoigne en outre, avoir demandé au parti communiste de protéger Adrien Alary - alors membre du Front National - dans l’éventualité où des membres de l’Armée Secrète, dirigée par Faustin Bésiers, s’en prendraient à lui.
Le 8 septembre 1944, par arrêté préfectoral, Adrien Alary était démis de ses fonctions de maire et exclu du parti radical-socialiste, pour avoir « exercé ses fonctions sous le gouvernement de Vichy ». Joseph Flamens fut réintégré dans son mandat, pour lequel il avait démissionné en 1941. Les dissensions au sein du nouveau conseil municipal le firent renoncer quelques jours plus tard. Rival politique d’Alary, Faustin Bésiers du même âge que lui et qui prit part à la Libération de la commune, à la tête des troupes FFI, profita du moment pour être nommé maire provisoire.

## Après-guerre
Le temps de l’épuration passé, Alary reprit part à la vie politique de la commune. Soutenu par le Parti communiste et le Front national, il demeura aux commandes du comité castelsarrasinois du Front National, malgré les multiples attaques menées par la presse socialiste et le MLN. Le principal organe de presse socialiste, L’Espoir, le qualifiait ainsi en février 1945 : « décidément le Front national n’a aucune vergogne. Il persiste à maintenir le pétainistement célèbre Alary à la tête de son mouvement de Castelsarrasin. Maire nommé par Pétain et Laval, faisant édifier un buste à son seigneur Pétain, encourageant la jeunesse dans des discours enflammés à suivre le maréchal dans la voie de la révolution nationale... où va le Front national ? ». Ces attaques diffamatoires s’intensifièrent lorsque Alary annonça qu’il se présentait aux premières élections municipales qui devaient se dérouler en avril 1945. Candidat sans autre étiquette que celle du Front national, Alary mena une liste, dite d’union républicaine, composée de communistes, de radicaux dissidents et d’adhérents du Front National. Opposé à son rival radical-socialiste Bésiers, Alary l’emporta au second tour, par 2 293 voix, contre 1 422 pour F. Bésiers. Alary, de ce fait, demeura suspendu moins de huit mois de son mandat de maire. Il fut, dès lors, élu sans discontinuer jusqu’en 1977. Profitant de sa popularité, il prit également le canton de Castelsarrasin dès les élections cantonales d’octobre 1945, mandat qu’il conserva également jusqu’en 1973. Habile politique et fin manœuvrier, il réussit en février 1947 à adhérer à la SFIO, parti qui l’avait pourtant copieusement calomnié dans les éditoriaux de l’Espoir, sur sa « conduite » durant l’occupation. Le parti socialiste qui demeurait en minorité dans ce département tenu par les radicaux, ne pouvait guère refuser l’adhésion d’un élu aussi brillant. En effet, Alary se fit remarquer à de nombreuses reprises dans l’hémicycle du conseil général, en s’opposant au patron du parti radical-socialiste, Jean Baylet. Si ses positions ne l’empêchèrent pas d’être élu vice-président du conseil général le 26 octobre 1951 (19 voix sur 21 votants), il ne fut jamais candidat aux élections législatives de son arrondissement.
Ses activités politiques n’arrêtèrent pas non plus de mener à bien une carrière professionnelle comme assureur conseil. Dans le même temps, il acquérait pour son épouse Yvonne une librairie-papeterie qu’ils cédèrent à leurs fils Robert en janvier 1966.
On pourrait s’interroger sur les raisons de la longévité politique d’Adrien Alary, qui, durant près de quarante ans, tint en un véritable fief la mairie de Castelsarrasin. Peu doctrinaire, il sut être à l’écoute de ses administrés, et sut habilement utiliser son mandat de conseiller général, pour mener une politique active de modernisation de sa commune. En effet, Alary réussit à valoriser considérablement Castelsarrasin qui n’était alors qu’une petite ville de 8 000 habitants. Un stade, une piscine municipale furent édifiés ainsi qu’un CES et un Lycée.
Octogénaire, Adrien Alary quittait définitivement la politique en 1977. Quatre ans plus tôt, il avait abandonné son mandat de conseiller général.

### Sources et bibliographie
- Archives nationales, F/1a/3228 ; F/1cII/207 ; F/1cII/280 ; F/1cII/305 ; F/1cII/703 ; CAC, 19830172, article 069 – Archives départementales de Tarn-et-Garonne 1014W56, 1014W82 ; 1014W331 ; 1063W19 – Archives de l’OURS, dossier Tarn-et-Garonne et notice personnelle -- Le Patriote de Toulouse, 10 février 1945 ; L’Espoir 11 avril 1945 ; La Dépêche du Midi, 2 juin 1970 ; Sud-Ouest, 22 avril 1975 – Témoignage de Robert Alary, le 4/9/2002
- Max Lagarrigue, Le parti communiste tarn-et-garonnais de l’implantation à l’essor (1920-1947), mémoire de maîtrise, université Toulouse-Le Mirail, 1996, 2 volumes ;
- Max Lagarrigue, 1936-1946, le PCF tarn-et-garonnais de l’implantation à l’essor, Bulletin de la Société Archéologique et Historique de Tarn-et-Garonne, Montauban, tome CXXIII, 1998, p. 171-204. Voir également la Revue Arkheia